# BDOM
Das bildbasierte Digitale Oberflächenmodell (bDOM) bildet die Erdoberfläche und die darauf befindlichen Objekte, z. B. Vegetation und Gebäude, in Gitterform ab. Es wird aus der Korrelation orientierter Luftbilder (OLB) und der Modellierung der daraus resultierenden Punktwolken erzeugt. Es entspricht einer 2,5D-Punktwolke. Jeder Gitterpunkt (X, Y, Z) kann zudem einen Farbwert (RGBI) besitzen.
Das bDOM entsteht im digitalen Produktionsprozess der True Orthophotos. Deren Vorteil ist es, dass im Gelände aufragende Objekte im Bild nicht verkippt dargestellt werden; sichttote Räume werden vermieden. Mittels Aerotriangulation werden zunächst die Orientierungsparameter für Stereo-Bildmodelle berechnet, mit denen durch Bild-Matching-Algorithmen Höhenpunkte aus den Luftbilddaten abgeleitet werden. Im Ergebnis entsteht das bildbasierte Oberflächenmodell, das als eigenständiges Produkt angesehen werden kann.
Die relative Lage- und Höhengenauigkeit eines bDOM hängt primär von der Qualität der Orientierung der benutzten Luftbilder ab. Dabei ist die Höhengenauigkeit 2- bis 3-mal schlechter als die Bodenauflösung der Bilddaten, die der Ableitung zugrunde liegen. So können bei einer Bodenauflösung von 20 cm (AdV-Standard für Digitale Orthophotos) bDOM mit landesweiter Höhengenauigkeit von 0,4 m bis 0,6 m erreicht werden.
Bildbasierte DOM können kleinräumig oder z. B. im Rhythmus der Luftbildbefliegung einer Landesvermessungsverwaltung (meist alle 2 bzw. 3 Jahre) berechnet werden.